# Dicodonium ocellatum
Dicodonium ocellatum är en nässeldjursart som först beskrevs av Busch 1851.  Dicodonium ocellatum ingår i släktet Dicodonium och familjen Corynidae. Inga underarter finns listade i Catalogue of Life.